# Jana Bode
Jana Bode (Rochlitz, 1 maart 1969) is een sporter uit Duitsland.
In 1987 werd Bode nationaal jeugdkampioene rodelen van Oost-Duitsland. In 1990 werd ze derde op zowel de Europese- als de wereldkampioenschappen.
Na de Duitse eenwording in 1990 werd ze nationaal kampioen van Duitsland in 1990, 1991 en 1994.
In 1996 werd ze Europees en wereldkampioene.
Op de Olympische Winterspelen van Lillehammer in 1994 nam Bode voor Duitsland deel aan het onderdeel rodelen, waarbij ze veertiende werd.
In 1995/96 won Bode de Wereldbeker rodelen.
- Gemeinsame Normdatei: 1216399514
- Virtual International Authority File: 7874159880902318540002